# Station Wadowice
Station Wadowice is een spoorwegstation in de Poolse plaats Wadowice.